# Replusz
A replusz  az elektronikában használt speciális matematikai művelet, ami párhuzamosan kötött ellenállások, párhuzamosan kötött induktivitások vagy sorba kötött kapacitások eredőjének kiszámolásánál alkalmazható.
Két ellenállás esetére:
{\displaystyle R_{12}=R_{1}\times R_{2}={\frac {R_{1}R_{2}}{R_{1}+R_{2}}},}
így az eredő ellenállás explicit módon van kifejezve.
A két ellenállás arányát „n”-nel jelölve:
{\displaystyle {\frac {R_{1}}{R_{2}}}=n,R_{1}=nR_{2},}
ekkor
{\displaystyle R_{1}\times R_{2}={\frac {R_{1}R_{2}}{R_{1}+R_{2}}}={\frac {nR_{2}R_{2}}{nR_{2}+R_{2}}}={\frac {n}{n+1}}R_{2}={\frac {R_{1}}{n+1}},}
azaz ha {\displaystyle R_{1}>R_{2}} volt az adott esetben, akkor az eredő értéke a nagyobbik ellenállás osztva az arány értéke plusz eggyel.
Például ha {\displaystyle R_{1}=30k\Omega } és {\displaystyle R_{2}=90k\Omega }, akkor {\displaystyle R_{2}} háromszorosa {\displaystyle R_{1}}-nek, így az eredő ellenállás a nagyobbik negyede, vagyis {\displaystyle {\frac {90k\Omega }{4}}=22,5k\Omega }
Az előbbi levezetésből látható, hogy n = 1 esetére ({\displaystyle R_{1}=R_{2}=R}) az eredő R/2 lesz. Továbbá az eredő mindig kisebb értékű, mint a kapcsolásban lévő legkisebb ellenállás. Ez a következőképpen látható:
{\displaystyle R_{2}}-t a kisebbnek választva az
{\displaystyle R_{1}\times R_{2}={\frac {n}{n+1}}R_{2}}
összefüggésben {\displaystyle {\frac {n}{n+1}}<1}.
Több ellenállás esetén ez minden művelet elvégzése után igaz lesz, így {\displaystyle R_{e}<\min _{i}\{R_{i}\}}. QED
Mivel a replusz művelet asszociatív és kommutatív, ezért {\displaystyle n} darab ellenállás esetén a párhuzamos eredő:
{\displaystyle R_{p}=R_{1}\times R_{2}\times \dots \times R_{n}=\times _{i=1}^{n}\,R_{i}={\frac {\displaystyle \prod _{i=1}^{n}R_{i}}{\displaystyle \sum _{i=1}^{n}\prod _{j\neq i}^{n}R_{j}}}.}